# دنمارك (نيويورك)
دنمارك (بالإنجليزية: Denmark, New York)‏ هي بلدة أمريكية تقع في الولايات المتحدة في مقاطعة لويس، نيويورك. يقدر عدد سكانها بـ 2,860 نسمة ومساحتها 132.2 كم2 وترتفع عن سطح البحر 363 متر.